# José Soares Sampaio

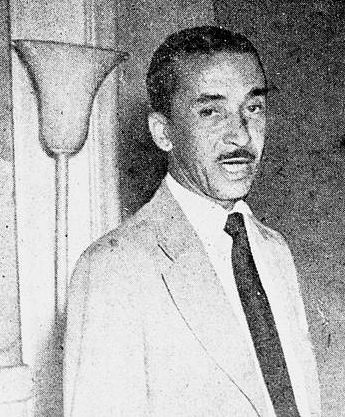
Vereador José Soares Sampaio

José Soares Sampaio (Nova Friburgo, 24 de julho de 1904 — Rio de Janeiro, ?) foi um político e sindicalista brasileiro, filho de Manoel Augusto Sampaio e Zoraida Soares Sampaio.
Membro e fundador do Partido Trabalhista Brasileiro (PTB), foi vereador na Câmara do então Distrito Federal por duas legislaturas, de 1948 a 1951 e de 1951 a 1955, compondo a Mesa de 1954 como primeiro secretário.
Personagem importante da história do sindicalismo brasileiro, foi presidente do Sindicato dos Trabalhadores na Indústria do Fumo do Município do Rio de Janeiro, nas décadas de 1940 e de 1950.
Por sua iniciativa, no fim dos anos de 1940, quando presidente do citado sindicato, foi adquirida sua sede própria na Rua Haddock Lobo (Rio de Janeiro).
Pelo lado materno, era neto do tenente-coronel José Balbino Soares.